# Galeriegrab Neuhaus
Das Galeriegrab Neuhaus ist eine nur in Resten erhaltene und oberirdisch nicht sichtbare megalithische Grabanlage der jungsteinzeitlichen Wartbergkultur bei  Schloß Neuhaus, einem Stadtteil von Paderborn (Nordrhein-Westfalen).

## Lage
Das Grab befindet sich in Schloß Neuhaus auf dem Flurstück „An den Tallwiesen“.

## Forschungsgeschichte
Das Grab wurde 1844 entdeckt. Noch im gleichen Jahr wurden die ersten Steine entfernt und zum Bau des Tallhofs verwendet. 1918 wurden weitere Steine zum Bau eines Kriegerdenkmals verwendet. Die Überreste der Anlage wurden 1949 unter Leitung von W. R. Lange und 1983 unter Leitung von Klaus Günther archäologisch untersucht.
Widersprüchliche Ortsangaben führten zeitweise zur Annahme zweier Gräber, obwohl tatsächlich nur eines existiert. Die hier beschriebene Anlage wurde daher in älterer Literatur als Galeriegrab Neuhaus II geführt. Grab Neuhaus I ist zu streichen.

## Beschreibung

### Architektur
Die Anlage ist südwest-nordöstlich orientiert. Sie hat eine Gesamtlänge von 27,5 m, eine Breite von 2,6 m; die ursprüngliche Höhe ist unbekannt. Es konnten Reste einer Hügelschüttung nachgewiesen werden. Die Grabkammer hat eine innere Länge von 26 m und eine innere Breite von 1,6 m. Wie tief die Kammer in den Boden eingesenkt worden war, lässt sich nicht mehr rekonstruieren. Die Kammer war aus unterschiedlichen Gesteinsarten errichtet worden. Als südwestlicher Abschlussstein wurde ein Findling verwendet, der noch in Resten erhalten ist. Weiterhin wurden Reste eines Wandsteins aus Eggesandstein gefunden, der noch bis zu einer Höhe zwischen 0,3 m und 0,5 m erhalten ist und der mit kleineren Findlingen verkeilt ist. Auch Reste des Kammerpflasters aus Kalksteinplatten sind erhalten. In der Mitte wird die Kammer durch eine quer gestellte Platte und eine kleine Schwelle geteilt. Wo sich der ursprüngliche Zugang zur Kammer befand, ist nicht ganz sicher, am wahrscheinlichsten ist aber die südöstliche Langseite.
Das Baumaterial für die Kammer stammte aus sehr unterschiedlichen Entfernungen. Findlinge kommen in der näheren Umgebung vor. Das nächste Kalksteinvorkommen befindet sich hingegen erst in 5 km und das nächste Vorkommen von Eggesandstein in 16 km Entfernung. Der Materialbedarf wird auf etwa 160,1 t geschätzt.

### Bestattungen
Bei den Grabungen wurde nur ein einzelnes Fragment eines Röhrenknochens geborgen, das heute verschollen ist.

### Beigaben
Beigaben wurden bei den Grabungen nicht entdeckt.